# Baross Gábor-telep
Baross Gábor-telep (/ˈbɒɾoʃˈgaːboɾˈtɛlɛp/) est un quartier situé dans le 22e arrondissement de Budapest, sur la route du lac Balaton, aux abords de Diósd en extrême périphérie. 